# عيسى الرقي
عيسى الرقي المعروف بـ التفليسي، كاتب وطبيب مسلم شهير، عاش في الشام بالقرن الرابع الهجري ولا تعرف سنة مولده أو وفاته على وجه التحديد.

## سيرته
كان طبيباً مشهوراً في أيامه، عارفًا بالصناعة الطبية حق معرفتها، وله أعمال فاضلة ومعالجات بديعة، وكان يعمل في خدمة سيف الدولة بن حمدان ومن جملة أطبائه.
روى الطبيب عبيد الله بن جبرئيل: «حدثني من أثق بقوله أن سيف الدولة كان إذا أكل الطعام حضر على مائدته أربعة وعشرون طبيباً، وكان فيهم من يأخذ رزقين لأجل تعاطيه علمين، ومن يأخذ ثلاثة لتعاطيه ثلاثة علوم، وكان من جملتهم عيسى الرقي المعروف بالتفليسي، وكان مليح الطريقة...»
كان له كتباً وآثاراً في الطب، وكان ينقل الكتب من اللغة السريانية إلى اللغة العربية ويترجمها. وكان يكسب رزقه من أربعة مجالات، رزقاً بسبب الطب، ورزقاً بسبب نقله وترجمته للكتب من السريانية للعربية، ورزقين بسبب علمين آخرين.
لا يُعرف عنه الكثير إلا ما أورده ابن أبي أصيبعة في كتابه عيون الأنباء في طبقات الأطباء تحت باب طبقات الأطباء المشهُورين منْ أطباء الشَام.